# 신수호
신수호는 대한민국의 배우이다.

## 학력
- 수원대학교 연극영화과

## 출연작

### 드라마
- 《마녀의 게임》 (2022년, MBC) - 이경원 역
- 《이미테이션》 (2021년, KBS2) - 태근 역
- 《결혼작사 이혼작곡》 (2021년, TV조선) - 윤변 역
- 《결혼작사 이혼작곡 2》 (2021년, TV조선) - 윤변 역
- 《본 대로 말하라》 (2020년, OCN)  - 장태성 역
- 《더 게임: 0시를 향하여》 (2020년, MBC)
- 《나쁜 사랑》 (2019년, MBC)
- 《손 the guest》 (2018년, OCN)
- 《훈남정음》 (2018년, SBS) - 초성 역
- 《다시 만난 세계》 (2017년, SBS) - 길문식 역
- 《힙한 선생》 (2017년, JTBC) - 신구남 역
- 《미녀 공심이》 (2016년, SBS) - 신구남 역
- 《육룡이 나르샤》 (2015년, SBS)
- 《용팔이》 (2015년, SBS)
- 《냄새를 보는 소녀》 (2015년, SBS)

### 광고
- BNK